# Rocksprings (Teksas)
Rocksprings je gradić u američkoj saveznoj državi Teksas. Prema popisu stanovništva iz 2010. u njemu je živjelo 1.182 stanovnika.